# Ľubomír Tupta
Ľubomír Tupta (ur. 27 marca 1998 w Preszowie) – słowacki piłkarz występujący na pozycji napastnika w greckim klubie AE Larisa , reprezentant Słowacji.

## Kariera klubowa
Tupta rozpoczął grę w piłkę nożną w klubie Slovan Sabinov, z którego jeszcze jako junior przeszedł do Tatrana Preszów. W sierpniu 2014 przeniósł się z Tatrana do włoskiego klubu Calcio Catania, po tym gdy dobrze zaprezentował się na międzynarodowym turnieju Frenz International Cup 2014 w Malezji, gdzie z 7 bramkami został najlepszym strzelcem i przyczynił się do wygranej słowackiej reprezentacji.
31 sierpnia 2015, został wypożyczony do Hellasu na okres jednego sezonu z prawem do pierwokupu. 2 grudnia 2015, zadebiutował w pierwszej drużynie Hellasu w meczu 1/16 finału pucharu Włoch, w wygranym 1:0 meczu z AC Pavia. Po sezonie 2015/2016 został wykupiony przez Gialloblù. Nadal jednak był graczem młodzieżowej drużyny Hellasu występującej w Primaverze i do debiutu ligowego musiał czekać do sezonu 2017/2018. W sierpniu 2016 podpisał z Hellasem nowy czteroletni, a zarazem pierwszy profesjonalny, kontrakt. 23 grudnia 2017, zadebiutował w lidze dla drużyny Hellasu w wyjazdowym, przegranym 4:0 meczu 18. kolejki Serie A z Udinese Calcio. Pierwszą bramkę dla klubu z Werony strzelił 27 grudnia 2018, w domowym, wygranym 4:0 meczu 18. kolejki Serie B z AS Cittadella.
15 stycznia 2020, został wypożyczony do końca sezonu do Wisły Kraków, a 18 stycznia 2020, przedłużył kontrakt ze swoim macierzystym klubem, do roku 2023. Dla Białej Gwiazdy zadebiutował 23 lutego 2020, gdy w 65. minucie zmienił Michała Maka, w domowym, wygranym 2:0 meczu 23. kolejki Ekstraklasy z Koroną Kielce. Debiutancką bramkę dla krakowskiego klubu zdobył 29 lutego 2020, w domowym, zremisowanym 2:2 meczu 24. kolejki z Wisłą Płock. Z końcem sezonu powrócił do Hellasu.
5 października 2020, został wypożyczony do występującego w Serie B Ascoli Picchio, na okres jednego sezonu, czyli do 30 czerwca 2021. Wypożyczenie zostało zakończone 9 lutego 2021, a dzień później Tupta został wypożyczony do grającego w pierwszej lidze szwajcarskiej, klubu FC Sion. W Ascoli rozegrał 12 spotkań nie strzelając żadnej bramki.